# La madriguera
La madriguera is een Spaanse dramafilm uit 1969 onder regie van Carlos Saura.

## Verhaal
Het huwelijk van een burgerkoppel is verzand in routine. Ze erven de huisraad uit het ouderlijk huis van de vrouw. Daardoor komen haar herinneringen en frustraties weer aan de oppervlakte.

## Rolverdeling
| Acteur             | Personage |
| ------------------ | --------- |
| Geraldine Chaplin  | Teresa    |
| Per Oscarsson      | Pedro     |
| Teresa del Río     | Carmen    |
| Julia Peña         | Águeda    |
| Emiliano Redondo   | Antonio   |
| María Elena Flores | Rosa      |